# Jens Schulze
Jens Schulze (* 6. April 1956 in Lübeck) ist ein ehemaliger deutscher Leichtathlet.

## Sportliche Karriere
Jens Schulze begann seine sportliche Laufbahn beim LBV Phönix von 1903 in seiner Heimatstadt Lübeck. Von 1977 bis 1983 startete er für den USC Mainz und ab 1984 trat er für den LC Paderborn an.
Bei den Deutschen Meisterschaften 1978 und 1980 belegte Schulze den zweiten Platz im Zehnkampf jeweils hinter seinem Vereinskollegen Guido Kratschmer, 1986 in Hannover gewann Schulze den Titel. In der Mannschaftswertung siegte er mit der Mannschaft von USC Mainz von 1978 bis 1981 viermal in Folge. 1983 mit Mainz und 1986 mit Paderborn gewann er zwei weitere Titel.
Jens Schulze belegte 1975 den fünften Platz bei den Junioreneuropameisterschaften in Piräus. 1983 gab er bei der Universiade in Edmonton frühzeitig auf. Von 1977 bis 1984 nahm er an acht Länderkämpfen teil. Seine persönliche Bestleistung von 8302 Punkten erreichte Schulze am 8. und 9. Juni 1984 in Mannheim beim Zehnkampf-Länderkampf der Männer BR Deutschland – Polen. Beim gleichen Wettbewerb stellte Jürgen Hingsen einen neuen Weltrekord auf.
Am 28. Dezember 1983 wurde Schulze mit dem Silbernen Lorbeerblatt ausgezeichnet. Jens Schulze schloss sein Studium als Diplom-Sportlehrer ab.